# Dipoena umbratilis
Dipoena umbratilis là một loài nhện trong họ Theridiidae.
Loài này thuộc chi Dipoena. Dipoena umbratilis được Eugène Simon miêu tả năm 1873.